# Campeonato Mundial de Atletismo de 2022
Campeonato Mundial de Atletismo de 2022 foi a 18ª edição do campeonato bienal do esporte, realizado entre 15 e 24 de julho no Estádio Hayward Field, em Eugene, Oregon, Estados Unidos. Programado para ser realizado no verão de 2021, seguindo o período bienal entre os campeonatos anteriores, ele foi adiado para 2022 devido a pandemia de Covid-19, que provocou o cancelamento de todos os eventos de grande público de 2020. Como os Jogos Olímpicos de Tóquio 2020 foram adiados para 2021 e o campeonato é sempre realizado nos anos anteriores e posteriores aos Jogos, ele foi remarcado para 2022. O campeonato seguinte, programado para Budapeste em 2023, foi mantido para o mesmo ano, sendo a primeira vez que o Campeonato Mundial se realizará em anos consecutivos.
Após a invasão da Ucrânia pela Rússia, a World Athletics, entidade máxima do esporte, baniu os atletas russos e bielorrussos de participarem da competição. Pela primeira vez no Campeonato, prêmios por equipe foram outorgados, às três primeiras, baseado numa contagem de pontos conquistados por atletas em cada evento.
Como equipe, os Estados Unidos venceram a competição realizada em seu território, com o maior número de medalhas numa única edição do Campeonato, 33, sendo 13 de ouro. Os países lusófonos conquistaram um total de três, duas para o Brasil – uma de ouro e uma de bronze – e uma para Portugal, ouro. Um total de 29 países tiveram um campeão mundial, o maior número desde a primeira edição do Campeonato em Helsinque 1983. Assistido por cerca de 150 mil espectadores em seus dez dias de duração, o evento viu o estabelecimento de três recordes mundiais e mais dez recordes do Campeonato. A peruana Kimberly García León foi a maior vencedora em provas individuais, com duas medalhas de ouro, único atleta a conseguir o feito; suas medalhas também foram as primeiras do Peru num Campeonato Mundial de Atletismo. A prova de marcha de 35 km, ganha por ela no feminino, fez sua estreia no Campeonato Mundial, substituindo a antiga distância de 50 km. A NBC, emissora oficial do evento, registrou a maior audiência televisiva da história do Campeonato, mais de 15 milhões de espectadores nos Estados Unidos.

## Escolha da sede
A escolha de Eugene como cidade-sede foi anunciada pela World Athletics em Pequim, em abril de 2015. A cidade foi anunciada pelo comitê diretor da entidade sem passar pelo tradicional processo de seleção de sedes candidatas, numa decisão unusual, mas já havia antes concorrido para sediar o Campeonato em 2019, perdendo para Doha, no Qatar. A escolha de uma sede sem um processo seletivo de concorrência já havia acontecido antes na escolha de Osaka, no Japão, para a edição de 2007, já que ela era a única candidata.

## Local
O evento foi realizado em Hayward Field, o estádio de atletismo da Universidade do Oregon, no noroeste dos Estados Unidos. Construído em 1919 como   estádio para futebol americano e com apenas seis raias de atletismo adicionadas em 1921, quando se iniciaram as competições do esporte, ele homenageia com seu nome a Bill Hayward, técnico de atletismo da Universidade do Oregon por 44 anos e técnico das equipes de atletismo americanas nos Jogos Olímpicos de Londres 1908 a Los Angeles 1932. Renovado para o evento, o estádio tem a capacidade de 30.000 espectadores sentados. Completamente modernizado entre 2019 e 2020, com as antigas arquibancadas e tribunas demolidas e reconstruídas, ele foi o palco das seletivas norte-americanas de atletismo para os Jogos de Tóquio 2021.

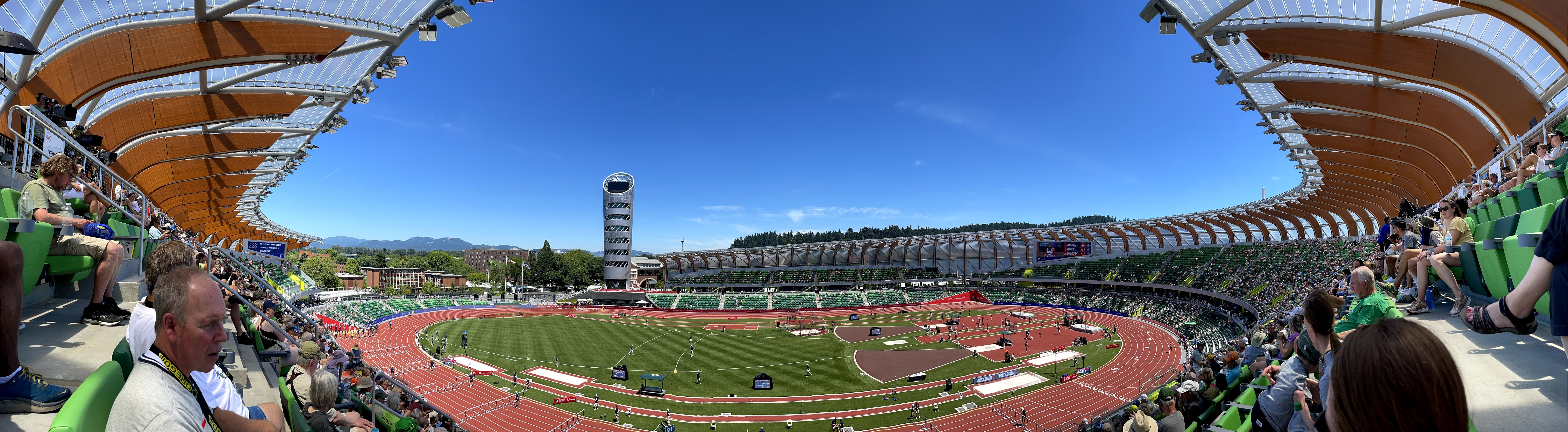
Visão panorâmica do estádio completamente modernizado para o Mundial.

## Prêmios
Esta edição do campeonato viu um aumento no valor dos prêmios individuais em dinheiro aos atletas, além do prêmio de US$100.000 dólares por um recorde mundial. O total em prêmios é de US$8.498.000, sendo dois milhões dele oriundos de multas pagas pela Federação Russa de Atletismo em violações por doping.  Os principais prêmios são:
| Eventos individuais – US$70.000 – US$35.000 – US$22.000 4° lugar: US$16.000 5º lugar: US$11.000 6° lugar: US$7.000 7º lugar: US$6.000 8° lugar: US$5.000 | Eventos por equipe – US$80.000 – US$40.000 – US$20.000 4° lugar: US$16.000 5º lugar: US$12.000 6° lugar: US$8.000 7º lugar: US$6.000 8° lugar: US$4.000 |

## Recordes
| Recorde               | Modalidade           | Atleta                  | País           | Marca   | Anterior                 |
| Recorde mundial       | 400 m c/ barreiras   | Sydney McLaughlin       | Estados Unidos | 50.68   | 52.16 – Doha 2019        |
| Recorde mundial       | 100 m c/ barreiras   | Tobi Amusan             | Nigéria        | 12.12   | 12.28 – Daegu 2011       |
| Recorde mundial       | salto com vara       | Armand Duplantis        | Suécia         | 6,21 m  | 6,05 m – Edmonton 2001   |
| Recorde do campeonato | maratona M           | Tamirat Tola            | Etiópia        | 2:05:36 | 2:06:54 – Berlim 2009    |
| Recorde do campeonato | maratona F           | Gotytom Gebreslase      | Etiópia        | 2:18:11 | 2:20:57 – Helsinque 2005 |
| Recorde do campeonato | 100 m                | Shelly-Ann Fraser-Pryce | Jamaica        | 10.67   | 10.70 – Sevilha 1999     |
| Recorde do campeonato | arremesso de peso    | Ryan Crouser            | Estados Unidos | 22,94 m | 22,91 m – Doha 2019      |
| Recorde do campeonato | 400 m c/ barreiras   | Alison dos Santos       | Brasil         | 46.29   | 47.18 – Stuttgart 1993   |
| Recorde do campeonato | lançamento de disco  | Kristjan Čeh            | Eslovénia      | 71,13 m | 70,17 – Helsinque 2005   |
| Recorde do campeonato | 3000 m c/ obstáculos | Norah Jeruto            | Cazaquistão    | 8:53.02 | 8:57.84 – Doha 2019      |
| Recorde do campeonato | 200 m                | Shericka Jackson        | Jamaica        | 21.45   | 21.63 – Pequim 2008      |
| Recorde do campeonato | Marcha 35 km F       | Kimberly García León    | Peru           | 2:39:16 | —                        |
| Recorde do campeonato | Marcha 35 km M       | Massimo Stano           | Itália         | 2:23:14 | —                        |

  = recorde mundial    = recorde do Campeonato Mundial

## Quadro de medalhas
| Posição | País                 | Ouro | Prata | Bronze | Total |
| 1       | Estados Unidos       | 13   | 9     | 11     | 33    |
| 2       | Etiópia              | 4    | 4     | 2      | 10    |
| 3       | Jamaica              | 2    | 7     | 1      | 10    |
| 4       | Quênia               | 2    | 5     | 3      | 10    |
| 5       | China                | 2    | 1     | 3      | 6     |
| 6       | Austrália            | 2    |       | 1      | 3     |
| 7       | Peru                 | 2    |       |        | 2     |
| 8       | Polônia              | 1    | 3     |        | 4     |
| 9       | Canadá               | 1    | 2     | 1      | 4     |
| 9       | Japão                | 1    | 2     | 1      | 4     |
| 11      | Grã-Bretanha         | 1    | 1     | 5      | 7     |
| 12      | Noruega              | 1    | 1     | 1      | 3     |
| 13      | Granada              | 1    | 1     |        | 2     |
| 13      | Nigéria              | 1    | 1     |        | 2     |
| 13      | República Dominicana | 1    | 1     |        | 2     |
| 16      | Bélgica              | 1    |       | 2      | 3     |
| 16      | Suécia               | 1    |       | 2      | 3     |
| 16      | Uganda               | 1    |       | 2      | 3     |
| 19      | Alemanha             | 1    |       | 1      | 2     |
| 19      | Brasil               | 1    |       | 1      | 2     |
| 19      | Itália               | 1    |       | 1      | 2     |
| 22      | Bahamas              | 1    |       |        | 1     |
| 22      | Catar                | 1    |       |        | 1     |
| 22      | Cazaquistão          | 1    |       |        | 1     |
| 22      | Eslovênia            | 1    |       |        | 1     |
| 22      | França               | 1    |       |        | 1     |
| 22      | Marrocos             | 1    |       |        | 1     |
| 22      | Portugal             | 1    |       |        | 1     |
| 22      | Venezuela            | 1    |       |        | 1     |
| 30      | Holanda              |      | 3     | 1      | 4     |
| 31      | Lituânia             |      | 1     | 1      | 2     |
| 31      | Ucrânia              |      | 1     | 1      | 2     |
| 33      | Argélia              |      | 1     |        | 1     |
| 33      | Burkina Faso         |      | 1     |        | 1     |
| 33      | Croácia              |      | 1     |        | 1     |
| 33      | Coreia do Sul        |      | 1     |        | 1     |
| 33      | Grécia               |      | 1     |        | 1     |
| 33      | Índia                |      | 1     |        | 1     |
| 39      | Espanha              |      |       | 2      | 2     |
| 40      | Barbados             |      |       | 1      | 1     |
| 40      | Filipinas            |      |       | 1      | 1     |
| 40      | Israel               |      |       | 1      | 1     |
| 40      | Porto Rico           |      |       | 1      | 1     |
| 40      | República Tcheca     |      |       | 1      | 1     |
| 40      | Suíça                |      |       | 1      | 1     |

## Medalhistas

### Masculino
| Evento                         | Ouro                                                                              | Ouro     | Prata                                                                            | Prata    | Bronze                                                                                  | Bronze   |
| 100 m detalhes                 | Fred Kerley · Estados Unidos                                                      | 9.86     | Marvin Bracy · Estados Unidos                                                    | 9.88     | Trayvon Brommell · Estados Unidos                                                       | 9.88     |
| 200 m detalhes                 | Noah Lyles · Estados Unidos                                                       | 19.31    | Kenneth Bednarek · Estados Unidos                                                | 19.77    | Erriyon Knighton · Estados Unidos                                                       | 19.80    |
| 400 m detalhes                 | Michael Norman · Estados Unidos                                                   | 44.29    | Kirani James · Estados Unidos                                                    | 44.48    | Matthew Hudson-Smith · Estados Unidos                                                   | 44.66    |
| 800 m detalhes                 | Emmanuel Korir · Quênia                                                           | 1:43.71  | Djamel Sedjati · Argélia                                                         | 1:44.14  | Marco Arop · Canadá                                                                     | 1:44.28  |
| 1500 m detalhes                | Jake Wightman · Grã-Bretanha                                                      | 3:29.23  | Jakob Ingebrigtsen · Noruega                                                     | 3:29.47  | Mohamed Katir · Espanha                                                                 | 3:29.90  |
| 5000 m detalhes                | Jakob Ingebrigtsen · Noruega                                                      | 13:09.24 | Jacob Krop · Quênia                                                              | 13:09.98 | Oscar Chelimo · Uganda                                                                  | 13:10.20 |
| 10000 m detalhes               | Joshua Cheptegei · Uganda                                                         | 27:27.4  | Stanley Mburu · Quênia                                                           | 27:27.90 | Jacob Kiplimo · Uganda                                                                  | 27:27.97 |
| Maratona detalhes              | Tamirat Tola · Etiópia                                                            | 2:05:36  | Mosinet Geremew · Etiópia                                                        | 2:06:44  | Bashir Abdi · Bélgica                                                                   | 2:06:48  |
| 110 m c/ barreiras detalhes    | Grant Holloway · Estados Unidos                                                   | 13.03    | Trey Cunningham · Estados Unidos                                                 | 13.08    | Asier Martinez · Espanha                                                                | 13.17    |
| 400 m c/ barreiras detalhes    | Alison dos Santos · Brasil                                                        | 46.29    | Rai Benjamin · Estados Unidos                                                    | 46.89    | Trevor Bassitt · Estados Unidos                                                         | 47.39    |
| 3000 m c/ obstáculos detalhes  | Soufiane El Bakkali · Marrocos                                                    | 8:25.13  | Lamecha Girma · Etiópia                                                          | 8:26.01  | Conseslus Kipruto · Quênia                                                              | 8:27.92  |
| Marcha 20 km detalhes          | Toshikazu Yamanishi · Japão                                                       | 1:19:07  | Koki Ikeda · Japão                                                               | 1:19:14  | Perseus Karlström · Suécia                                                              | 1:19:18  |
| Marcha 35 km detalhes          | Massimo Stano · Itália                                                            | 2:23:14  | Masatora Kawano · Japão                                                          | 2:23:15  | Perseus Karlström · Suécia                                                              | 2:23:44  |
| 4x100 m detalhes               | Canadá · Aaron Brown · Jerome Blake · Brendon Rodney · Andre De Grasse            | 37.48    | Estados Unidos · Christian Coleman · Noah Lyles · Elijah Hall · Marvin Bracy     | 37.55    | Grã-Bretanha · Jona Efoloko · Zharnel Hughes · Nethaneel Mitchell-Blake · Reece Prescod | 37.83    |
| 4x400 m detalhes               | Estados Unidos · Elija Godwin · Michael Norman · Bryce Deadmon · Champion Allison | 2:56.17  | Jamaica · Akeem Bloomfield · Nathon Allen · Jevaughn Powell · Christopher Taylor | 2:58.58  | Bélgica · Dylan Borlée · Julien Waltrin · Alexander Doom · Kevin Borlée                 | 2:58.72  |
| Salto com vara detalhes        | Armand Duplantis · Suécia                                                         | 6,21 m   | Christopher Nilsen · Estados Unidos                                              | 5,94 m   | Ernest Obiena · Filipinas                                                               | 5,94 m   |
| Salto em distância detalhes    | Wang Jianan · China                                                               | 8,36 m   | Miltiadis Tentoglou · Grécia                                                     | 8,32 m   | Simon Ehammer · Suíça                                                                   | 8,16 m   |
| Salto triplo detalhes          | Pedro Pichardo · Portugal                                                         | 17,95 m  | Hugues Fabrice Zango Burkina Faso                                                | 17.55 m  | Zhu Yaming · China                                                                      | 17.31 m  |
| Salto em altura detalhes       | Mutaz Essa Barshim · Catar                                                        | 2,37 m   | Sanghyeok Woo Coreia do Sul                                                      | 2,35 m   | Andriy Protsenko · Ucrânia                                                              | 2,33 m   |
| Arremesso de peso detalhes     | Ryan Crouser · Estados Unidos                                                     | 22,94 m  | Joe Kovacs · Estados Unidos                                                      | 22,89 m  | Josh Awotunde · Estados Unidos                                                          | 22,29 m  |
| Lançamento de disco detalhes   | Kristjan Čeh · Eslovênia                                                          | 71,13 m  | Mykolas Alekna · Lituânia                                                        | 69,27 m  | Andrius Gudzius · Lituânia                                                              | 67,55 m  |
| Lançamento de martelo detalhes | Pawel Fajdek Polônia                                                              | 81,98 m  | Wojciech Nowicki · Polónia                                                       | 81,03 m  | Eivind Enriksen · Noruega                                                               | 80,87 m  |
| Lançamento de dardo detalhes   | Anderson Peters · Granada                                                         | 90.54 m  | Neeraj Chopra · Índia                                                            | 88.13 m  | Jakub Vadlejch República Tcheca                                                         | 88.09 m  |
| Decatlo detalhes               | Kevin Mayer · França                                                              | 8816 pts | Pierce LePage · Canadá                                                           | 8701 pts | Zachery Ziemek · Estados Unidos                                                         | 8676 pts |

### Feminino
| Evento                         | Ouro                                                                                | Ouro      | Prata                                                                                 | Prata    | Bronze                                                                             | Bronze   |
| 100 m detalhes                 | Shelly-Ann Fraser-Pryce · Jamaica                                                   | 10.67     | Shericka Jackson · Jamaica                                                            | 10.73    | Elaine Thompson-Herah · Jamaica                                                    | 10.81    |
| 200 m detalhes                 | Shericka Jackson · Jamaica                                                          | 21.45     | Shelly-Ann Fraser-Pryce · Jamaica                                                     | 21.81    | Dina Asher-Smith · Grã-Bretanha                                                    | 22.02    |
| 400 m detalhes                 | Shaunae Miller-Uibo · Bahamas                                                       | 49.11     | Marileidy Paulino · República Dominicana                                              | 49.60    | Sada Williams · Barbados                                                           | 49.75    |
| 800 m detalhes                 | Athing Mu · Estados Unidos                                                          | 1:56.30   | Keely Hodgkinson · Grã-Bretanha                                                       | 1:56.38  | Mary Moraa · Grã-Bretanha                                                          | 1:56.71  |
| 1500 m detalhes                | Faith Kipyegon · Quênia                                                             | 3:52.96   | Gudaf Tsegay · Etiópia                                                                | 3:54:52  | Laura Muir · Grã-Bretanha                                                          | 3:55:28  |
| 5000 m detalhes                | Gudaf Tsegay · Etiópia                                                              | 14:46.29  | Beatrice Chebet · Quênia                                                              | 14:46.75 | Dawit Seyaum · Quênia                                                              | 14:47.36 |
| 10000 m detalhes               | Letesenbet Gidey · Etiópia                                                          | 30:09.9   | Hellen Obiri · Quênia                                                                 | 30:10.02 | Margareh Kipkemboi · Quênia                                                        | 30:10.07 |
| Maratona detalhes              | Gotytom Gebreslase · Etiópia                                                        | 2:18:11   | Judith Korir · Quênia                                                                 | 2:18:20  | Lonah Salpeter · Israel                                                            | 2:20:18  |
| 100 m c/ barreiras detalhes    | Tobi Amusan · Nigéria                                                               | 12.06 (1) | Britany Anderson · Jamaica                                                            | 12.23    | Jasmine Camacho-Quinn · Porto Rico                                                 | 12.23    |
| 400 m c/ barreiras detalhes    | Sydney McLaughlin · Estados Unidos                                                  | 50.68     | Femke Bol Holanda                                                                     | 52.27    | Dalilah Muhammad · Estados Unidos                                                  | 53.13    |
| 3000 m c/ obstáculos detalhes  | Norah Jeruto · Cazaquistão                                                          | 8:53.02   | Werkuha Getachew · Etiópia                                                            | 8:54.61  | Mekides Abebe · Etiópia                                                            | 8:56.08  |
| Marcha 20 km detalhes          | Kimberly García León · Peru                                                         | 1:26:58   | Katarzyna Zdzieblo Polônia                                                            | 1:27:31  | Qieyang Shijie · China                                                             | 1:27:56  |
| Marcha 35 km detalhes          | Kimberly García León · Peru                                                         | 2:39:16   | Katarzyna Zdzieblo Polônia                                                            | 2:40:03  | Qieyang Shijie · China                                                             | 2:41:58  |
| 4x100 m detalhes               | Estados Unidos · Melissa Jefferson · Abby Steiner · Jenna Prandini · Twanisha Terry | 41.14     | Jamaica · Kemba Nelson · Elaine Thompson · Shelly-Ann Fraser-Pryce · Shericka Jackson | 41.18    | Alemanha · Tatjana Pinto · Alexandra Burghardt · Gina Lückenkemper · Rebekka Haase | 42.03    |
| 4x400 m detalhes               | Estados Unidos · Talitha Diggs · Abby Steiner · Britton Wilson · Sydney McLaughlin  | 3:17.79   | Jamaica · Candice McLeod · Janieve Russell · Stephenie Ann McPherson · Charokee Young | 3:20.74  | Grã-Bretanha · Victoria Ohuruogu · Nicole Yeargin · Jessie Knight · Laviai Nielsen | 3:22.64  |
| Salto com vara detalhes        | Katie Nageotte · Estados Unidos                                                     | 4,85 m    | Sandi Morris · Estados Unidos                                                         | 4,85 m   | Nina Kennedy · Austrália                                                           | 4,80 m   |
| Salto em distância detalhes    | Malaika Mihambo · Alemanha                                                          | 7,12 m    | Ese Brume · Nigéria                                                                   | 7,02 m   | Letícia Oro Melo · Brasil                                                          | 6,89 m   |
| Salto triplo detalhes          | Yulimar Rojas · Venezuela                                                           | 15,47 m   | Shanieka Ricketts · Jamaica                                                           | 14,89 m  | Tori Franklin · Estados Unidos                                                     | 14,72 m  |
| Salto em altura detalhes       | Eleanor Patterson · Austrália                                                       | 2,02 m    | Yaroslava Mahuchikh · Ucrânia                                                         | 2,02 m   | Elena Vallortigara · Itália                                                        | 2,00 m   |
| Arremesso de peso detalhes     | Chase Ealey · Estados Unidos                                                        | 20,49 m   | Gong Lijiao · China                                                                   | 20,39 m  | Jessica Schilder Holanda                                                           | 19,77 m  |
| Lançamento de disco detalhes   | Feng Bin · China                                                                    | 69.12 m   | Sandra Perkovic · Croácia                                                             | 68.45 m  | Valarie Allman · Estados Unidos                                                    | 68.30 m  |
| Lançamento de martelo detalhes | Brooke Andersen · Estados Unidos                                                    | 78,96 m   | Camryn Rogers · Canadá                                                                | 75,52 m  | Janee Kassanavoid · Estados Unidos                                                 | 74,86 m  |
| Lançamento de dardo detalhes   | Kelsey-Lee Barber · Austrália                                                       | 66.91 m   | Kara Winger · Estados Unidos                                                          | 64.05 m  | Haruka Kitaguchi · Estados Unidos                                                  | 63.27 m  |
| Heptatlo detalhes              | Nafissatou Thiam · Bélgica                                                          | 6947 pts  | Anouk Vetter · Países Baixos                                                          | 6867 pts | Anna Hall · Estados Unidos                                                         | 6755 pts |

(1)  A marca de 12.06 da nigeriana Amusan foi a mais rápida da história para os 100 m com barreiras. Porém, como foi conseguida com a velocidade do vento de +2m/s a favor, não pode ser registrada como marca oficial nem como recorde, seja mundial ou do Campeonato Mundial, pelas regras da World Athletics. Na semifinal, ela já havia estabelecido nova marca mundial – 12.12 – com vento inferior ao máximo permitido, válida, e essa marca é o novo recorde mundial para a prova.

### Misto
| Evento           | Ouro                                                                                         | Ouro    | Prata                                                                            | Prata   | Bronze                                                                         | Bronze  |
| 4x400 m detalhes | República Dominicana · Lidio Feliz · Marileidy Paulino · Alexander Ogando · Fiordaliza Cofil | 3:09.82 | Países Baixos · Liemarvin Bonevacia · Lieke Klaver · Tony van Diepen · Femke Bol | 3:09.90 | Estados Unidos · Elija Godwin · Allyson Felix · Vernon Norwood · Kennedy Simon | 3:10.16 |

## Galeria

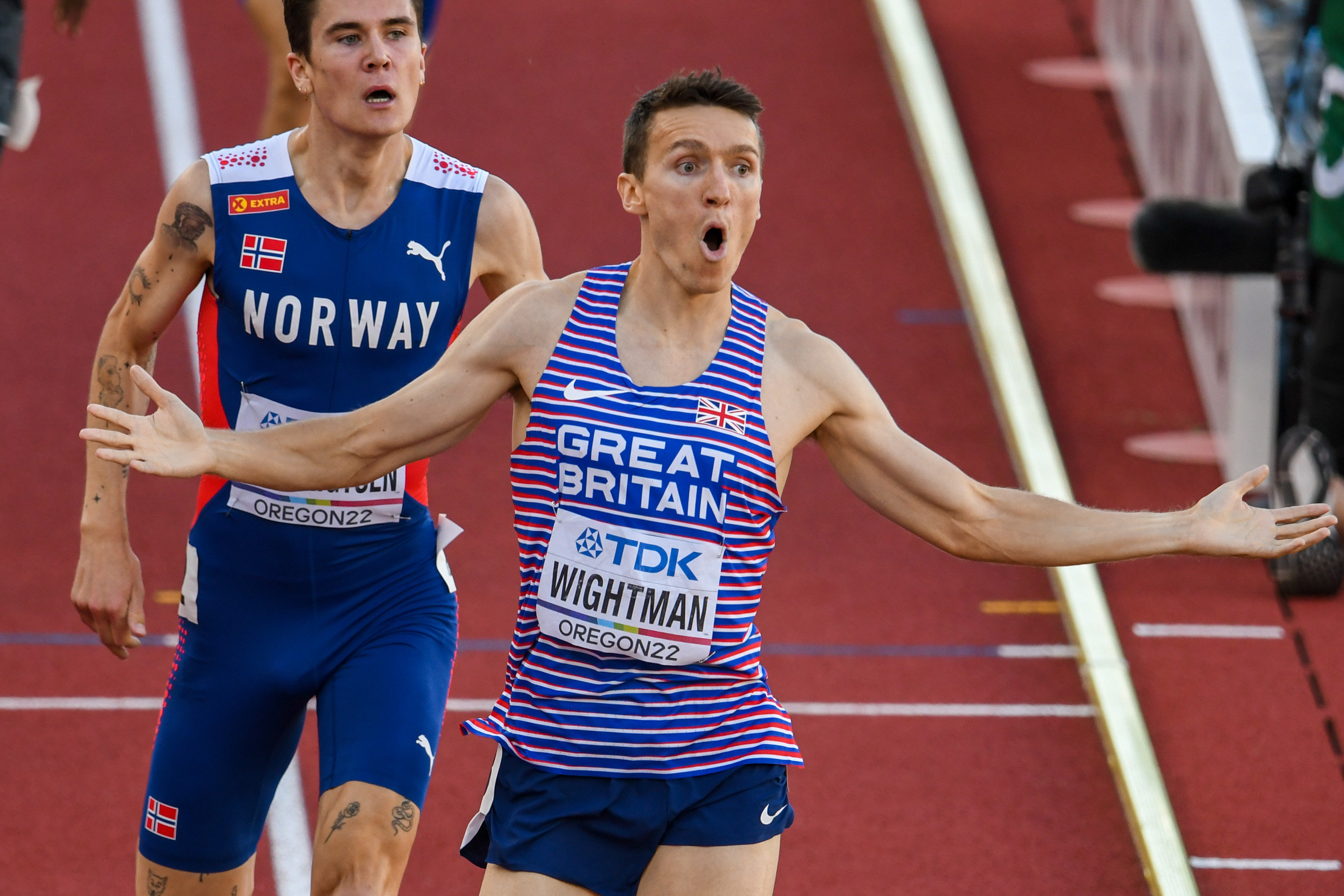
O britânico Jake Wightman vence os 1500 m derrotando o campeão olímpico norueguês Jakob Ingebrigtsen.
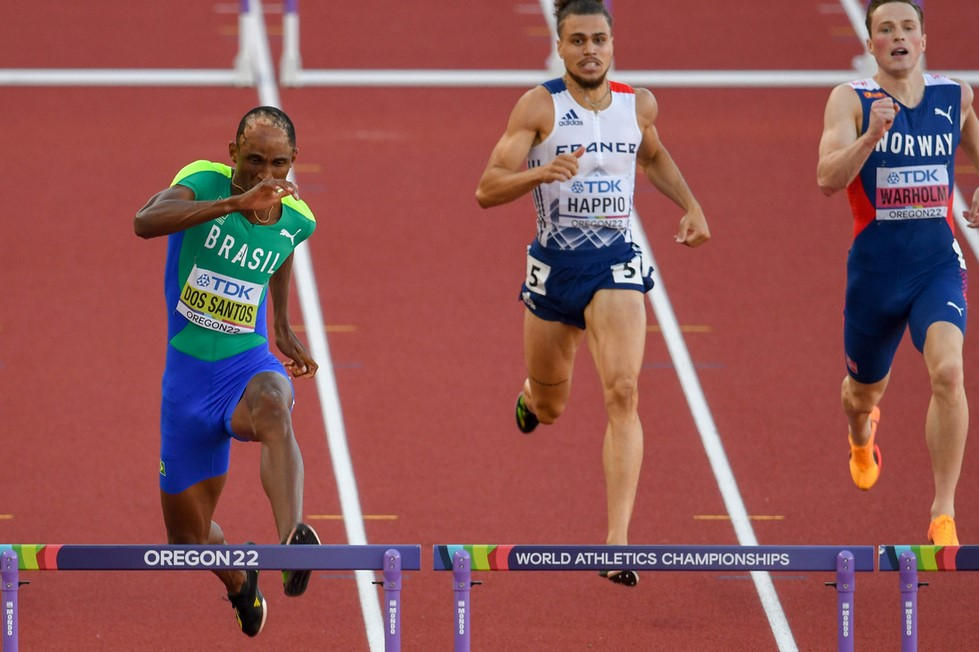
O brasileiro Alison dos Santos corre para o ouro nos 400 m c/ barreiras.
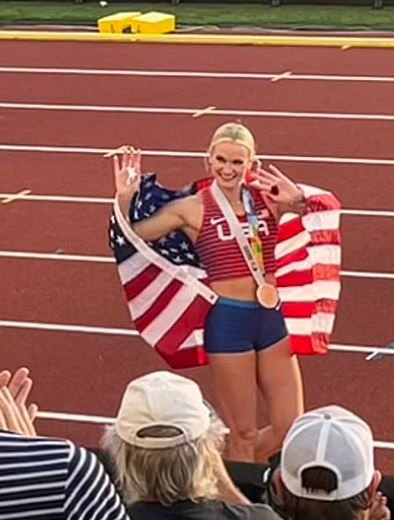
Katie Nageotte comemora com o público sua medalha de ouro no salto com vara.
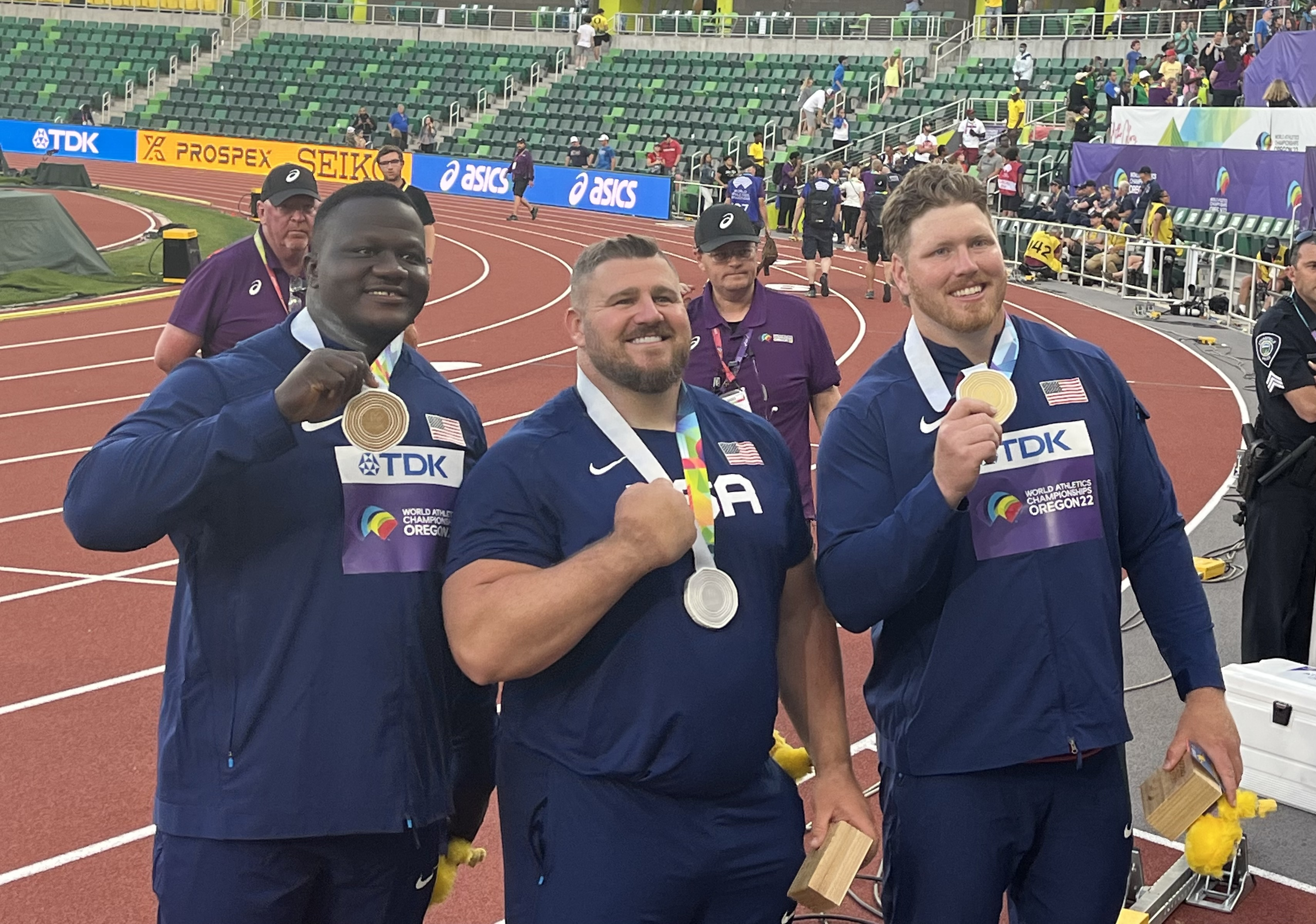
Os medalhistas do arremesso de peso; os norte-americanos conquistaram todos os lugares do pódio.
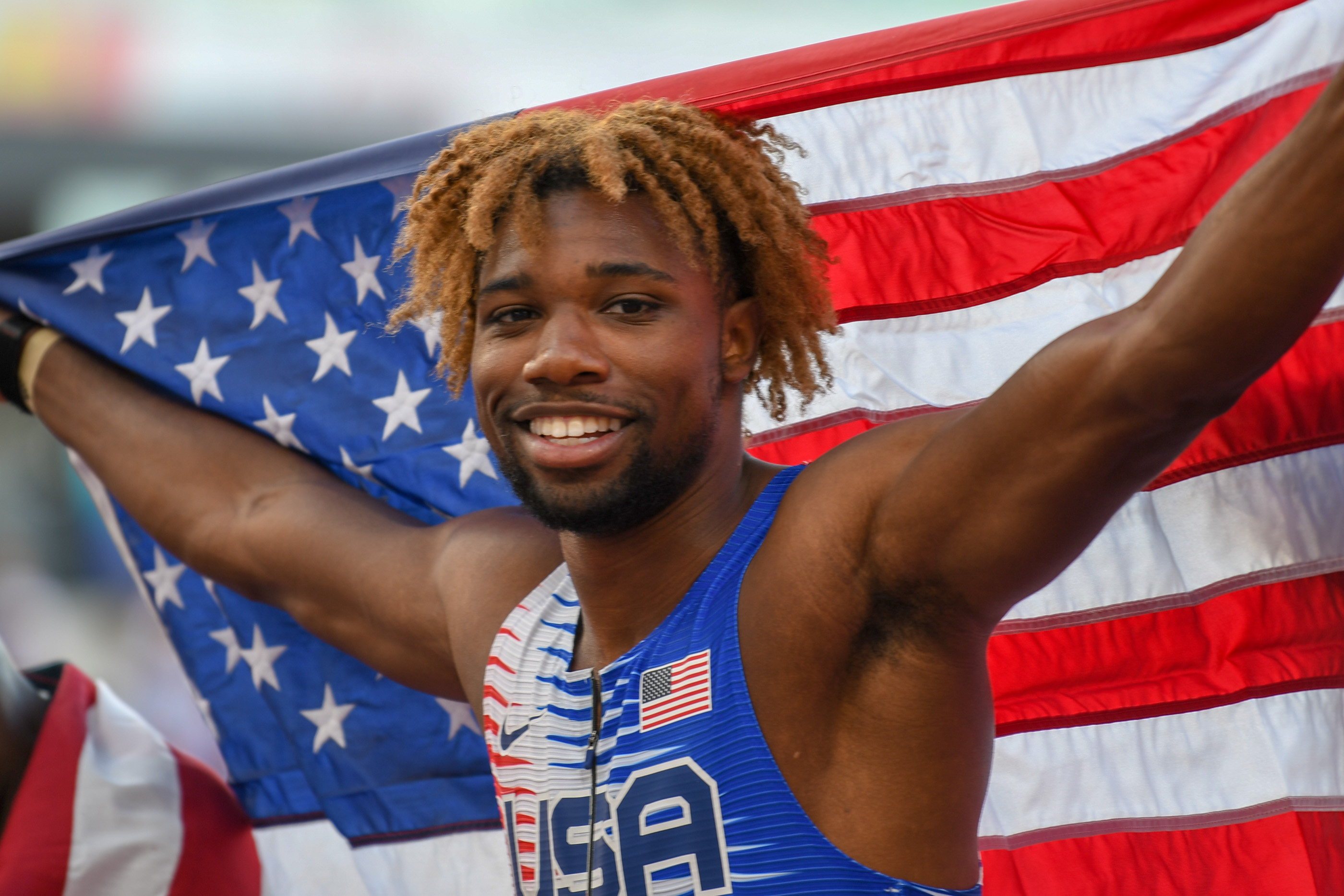
Noah Lyles, norte-americano campeão dos 200 m rasos.
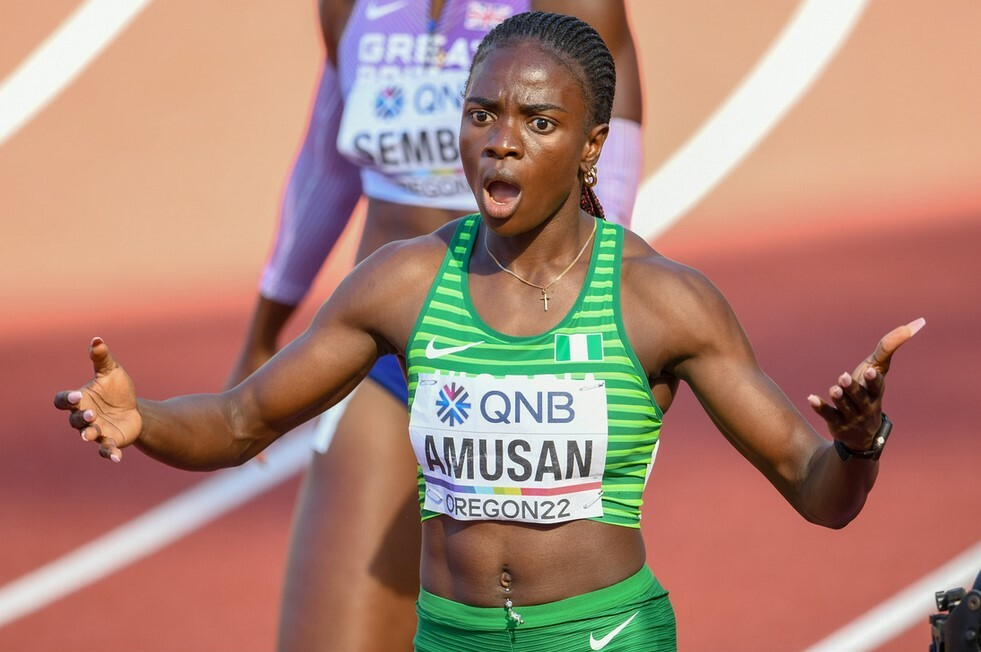
Tobi Amusan, da Nigéria, campeã e recordista mundial dos 100 m c/ barreiras.
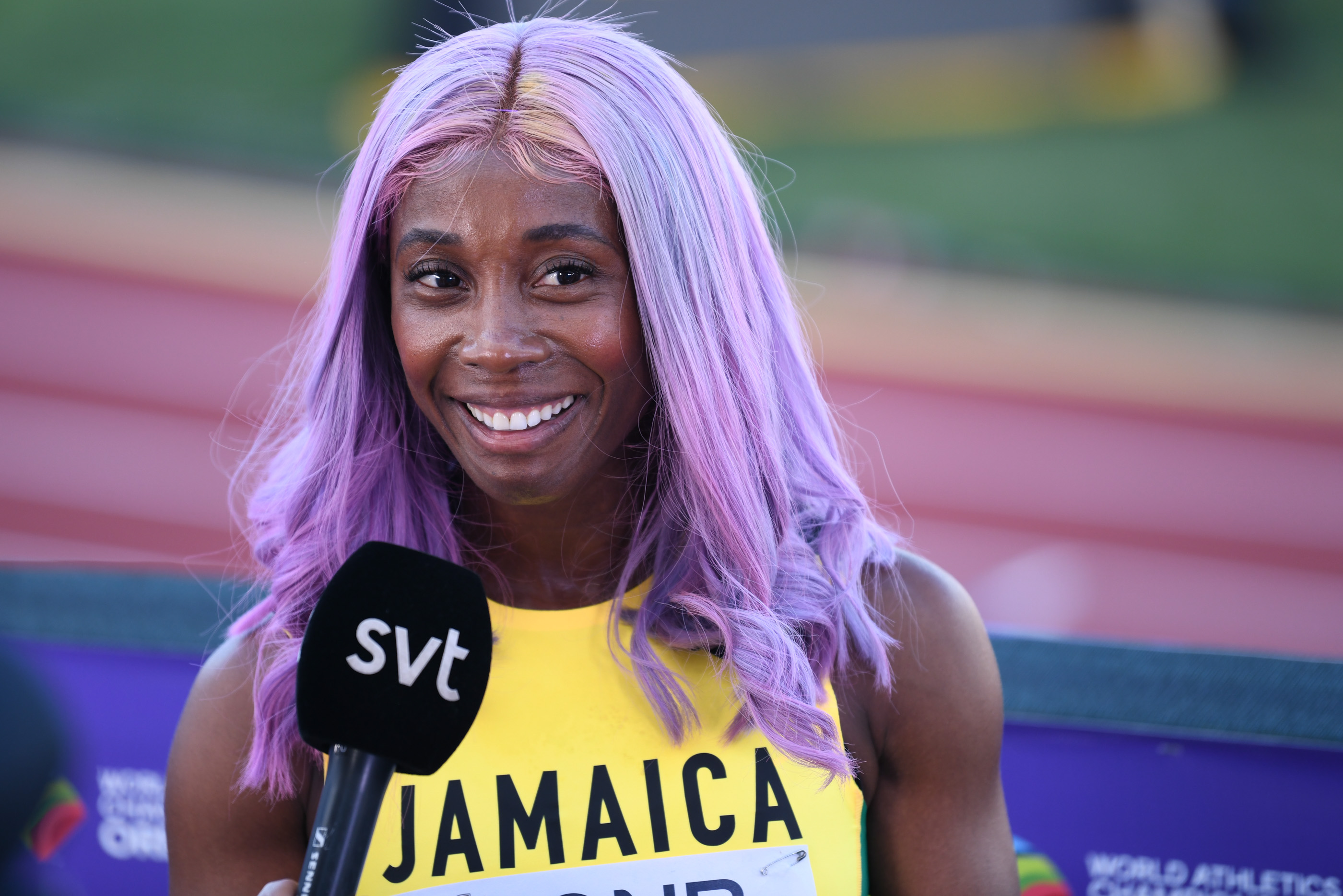
Shelly-Ann Fraser-Pryce, pentacampeã mundial dos 100m rasos em Eugene 2022.
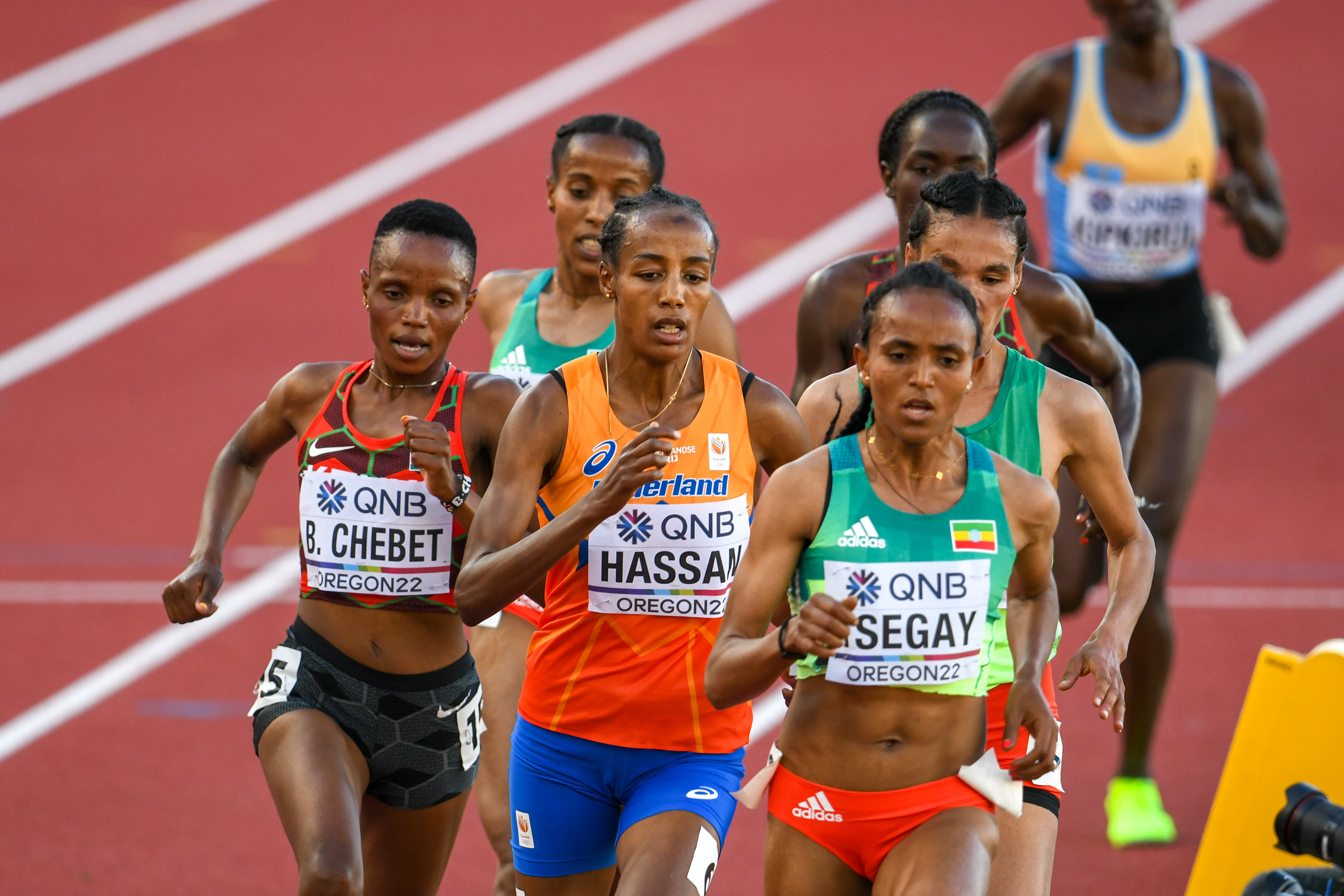
Final dos 5000 m femininos.